# Ballenstedt
Ballenstedt település Németországban, azon belül Szász-Anhalt tartományban. Lakosainak száma 8682 fő (2023. december 31.).

## Népesség
A település népességének változása:
| Lakosok száma | 8064 | 9018 | 8940 | 8825 | 8794 | 8682 |
|               | 2012 | 2017 | 2019 | 2021 | 2022 | 2023 |